# 草地短柄草
草地短柄草（学名：Brachypodium pratense）为禾本科短柄草属下的一个种。

## 扩展阅读
- 維基物種上的相關：草地短柄草